# Ruben Rolvink
Ruben Rolvink (Delft, 25 augustus 2002) is een Nederlandse atleet, gespecialiseerd in discuswerpen en kogelstoten. Hij is lid van atletiekvereniging Olympus '70 in Naaldwijk.

## Loopbaan

### Junioren
Ruben Rolvink begint zijn atletiekcarrière in 2012 bij atletiekvereniging Olympus ’70 in Naaldwijk. Als 9-jarige maakt hij kennis met de diverse onderdelen van de atletiek. Zijn voorkeur gaat uit naar kogelstoten en hoogspringen, waar hij al snel enkele clubrecords verbreekt. Kort daarna start hij ook met discuswerpen. Vanaf zijn 14e jaar focust hij zich voornamelijk op de werpnummers en hoogspringen. Hij traint onder begeleiding van coach Marco Bronswijk. Dit vertaalt zich al snel in meerdere nationale kampioenschapstitels bij de A- en B-junioren zowel voor kogelstoten als discuswerpen.
In 2019 behaalt hij de gouden medaille voor zowel kogelstoten indoor als discuswerpen tijdens het Nederlands Atletiekkampioenschap U18.
In 2020 volgt driemaal goud, zowel op het Indoor Atletiekkampioenschap U20 Kogelstoten als de outdoor kampioenschappen atletiek U20 voor kogelstoten en discuswerpen.
In 2021 gaat het Indoor Atletiekkampioenschap U20 niet door vanwege corona. Rolvink kwalificeert zich voor de Europese Kampioenschappen Atletiek U20 in Tallinn, Estland. Op dit toernooi lukt het hem niet de finale te bereiken.
Rolvink sluit zijn juniorencarrière af door op het NK Atletiek U20 in 2021 de gouden medaille te veroveren bij het discuswerpen met een Nederlands record van 68,76 meter. Dit is tevens de derde prestatie aller tijden wereldwijd voor junioren onder 20 jaar met een 1,75 kg discus. Op hetzelfde toernooi behaalt hij de zilveren medaille bij het kogelstoten.
Voor zijn uitzonderlijke prestaties ontvangt Rolvink in 2021 de ‘Gouden Pluim’ van de Vrienden van de Atletiek.

### Senioren
Sinds 2019 draait Ruben Rolvink eveneens mee in de Seniorencompetitie om wedstrijdritme op te doen. In 2021 wordt hij op 18-jarige leeftijd Nederlands Kampioen discuswerpen tijdens het NK Atletiek in Breda met een worp van 59,18 meter.
Vanaf september 2021 is Rolvink vast onderdeel van de werpploeg van de Nederlandse Atletiekunie, een groep van zes talentvolle kogelstoters en discuswerpers die getraind en begeleid worden door Gert Damkat en Jacqueline Goormachtigh.
Rolvink moet vanwege een enkelblessure verstek laten gaan op het NK Atletiek Indoor in februari 2022.
In maart 2022 behaalt Rolvink tijdens de European Throwing Cup een bronzen medaille bij het discuswerpen U23 met een afstand van 55,20 m.
In juni 2022 wordt Rolvink opnieuw Nederlands Kampioen Discuswerpen met 62,79 m waarmee hij een nieuw persoonlijk record vestigt. Op ditzelfde NK verovert hij het zilver bij kogelstoten met een afstand van 17,02 m.
Op het EK Atletiek 2022 in München eindigt Rolvink met discuswerpen op een 19e plaats met een worp van 60,12m.
In juli wordt Rolvink opnieuw Nederlands Kampioen bij het discuswerpen met een worp van 61,47m.
Tijdens de Europese Spelen 2023 neemt Rolvink deel aan het onderdeel discuswerpen namens het Nederlandse landenteam waarbij hij een 12e plaats behaalt.
In 2024, met de Olympische Spelen in Parijs in het vooruitzicht, focust Rolvink zich volledig op het discuswerpen, zijn sterkste onderdeel.
In mei 2024 bereikt Rolvink een nieuw persoonlijk record op discus met 65,57m tijdens de Gouden Spike in Leiden, waarmee hij zich kwalificeert voor het EK Atletiek in Rome. Op dit EK begin juni weet Rolvink zich niet te kwalificeren voor de finale.
Op de Nederlands Kampioenschappen in Hengelo in juni 2024 kan Rolvink zich door 3 foutworpen niet plaatsen voor de finale. Hiermee wordt de laatste kans verspeelt voor kwalificatie voor de Olympische Spelen in Parijs dat jaar.
Eind juni 2025 neemt Rolvink voor TeamNL op het onderdeel discuswerpen deel aan het EK Atletiek voor landenteams in Madrid. Met een mooie 6e plaats pakt hij 11 punten voor het Nederlandse team . 
Op het NK in Hengelo pakt Rolvink het goud met een worp van 66,45m.

### Privé
Vanaf 2018 traint Rolvink op uitnodiging van de Atletiekunie in de weekenden mee met de nationale werptrainingen op Sportcentrum Papendal in Arnhem onder leiding van bondscoach Gert Damkat. Sinds september 2021 woont hij op Papendal om zich volledig op zijn sportcarrière te kunnen focussen.
Ruben Rolvink is de broer van de eveneens succesvolle werper Yannick Rolvink.

## Persoonlijke records
| Discipline   | Categorie | Prestatie    | Datum             | Plaats     |
| ------------ | --------- | ------------ | ----------------- | ---------- |
| Discuswerpen | 1,75 kg*  | 68,76 m (NR) | 11 september 2021 | Amersfoort |
| Discuswerpen | 2,00 kg   | 67,18 m      | 29 mei 2025       | Vught      |
| Kogelstoten  | 6,00 kg*  | 17,85 m      | 17 oktober 2021   | Lisse      |
| Kogelstoten  | 7,26 kg   | 17,95 m      | 03 juli 2022      | Nijmegen   |

*Juniorengewicht in categorie U20.

## Prestaties

### Internationaal
2024
- op de European Throwing Cup 2024 in Leiria, Portugal, discuswerpen – 57,96 m

2022
- op de European Throwing Cup 2022 in Leiria, Portugal, discuswerpen – 55,20 m

### Nationaal

#### Senioren
2025
- op de Nederlandse kampioenschappen atletiek 2025, discuswerpen – 66,45 m

2023
- op de Nederlandse kampioenschappen atletiek 2023, discuswerpen – 61,47 m
- op de Nederlandse kampioenschappen indooratletiek 2023, kogelstoten - 17,42 m (indoor)

2022
- op de Nederlandse kampioenschappen atletiek 2022, discuswerpen – 62,79 m
- op de Nederlandse kampioenschappen atletiek 2022, kogelstoten – 17,02 m (outdoor)

2021
- op de Nederlandse kampioenschappen atletiek 2021, discuswerpen – 59,18 m

#### Junioren
2021
- op de Nederlandse kampioenschappen atletiek 2021 U20, discuswerpen – 68,76 m NR
- op de Nederlandse kampioenschappen atletiek 2021 U20, kogelstoten – 17,04 m (outdoor)

2020
- op de Nederlandse kampioenschappen atletiek 2020 U20, discuswerpen – 57,54 m
- op de Nederlandse kampioenschappen atletiek 2020 U20, kogelstoten – 16,57 m (outdoor)
- op de Nederlandse kampioenschappen atletiek 2020 U20, kogelstoten – 16,95 m (indoor)

2019
- op de Nederlandse kampioenschappen atletiek 2019 U18, discuswerpen – 56,02 m
- op de Nederlandse kampioenschappen atletiek 2019 U18, kogelstoten – 17,05 m (outdoor)
- op de Nederlandse kampioenschappen atletiek 2019 U18, kogelstoten – 16,58 m (indoor)

2018
- op de Nederlandse kampioenschappen atletiek 2018 U18, kogelstoten – 15,35 m (outdoor)